# Івана Гаврлікова
Івана Гаврлікова (чеськ. Ivana Havrlíková; нар. 22 серпня 1973) — колишня чеська тенісистка.
Найвищу одиночну позицію світового рейтингу — 267 місце досягла 2 жовтня 1995, парну — 152 місце — 23 березня 1992 року.
Здобула 2 одиночні та 8 парних титулів туру ITF.
Завершила кар'єру 1999 року.

## Фінали ITF
| Турніри $25,000 |
| Турніри $10,000 |

### Одиночний розряд: 3 (2–1)
| Результат | Ранг | Дата            | Турнір                  | Покриття | Суперниця      | Рахунок  |
| --------- | ---- | --------------- | ----------------------- | -------- | -------------- | -------- |
| Перемога  | 1.   | 28 вересня 1992 | Малий Лошинь, Югославія | Ґрунт    | Сабіне Гас     | 6–3, 6–2 |
| Перемога  | 2.   | 13 серпня 1995  | Падерборн, Німеччина    | Ґрунт    | Яна Мацурова   | 6–3, 7–5 |
| Поразка   | 1.   | 11 вересня 1995 | Софія, Болгарія         | Ґрунт    | Емануела Зардо | 2–6, 3–6 |

### Парний розряд: 16 (8–8)
| Результат | No | Дата            | Турнір                          | Покриття  | Партнерка           | Суперниці у фіналі                    | Рахунок       |
| Перемога  | 1. | 25 березня 1991 | Супетар, Югославія              | Ґрунт     | Домініка Горецька   | Івона Хорват Ева Мартінцова           | 2–6, 6–2, 7–5 |
| Перемога  | 2. | 5 серпня 1991   | Падерборн, Німеччина            | Ґрунт     | Павліна Райзлова    | Надя Байк Майке Бабель                | 6–4, 6–0      |
| Поразка   | 1. | 12 серпня 1991  | Мюнхен, Німеччина               | Ґрунт     | Павліна Райзлова    | Жанетта Гусарова Ірина Звєрєва        | 5–7, 2–6      |
| Перемога  | 3. | 5 серпня 1991   | Клагенфурт-ам-Вертерзе, Австрія | Ґрунт     | Павліна Райзлова    | Катержина Влчкова Алена Вашкова       | 5–7, 6–2, 6–4 |
| Поразка   | 2. | 16 вересня 1991 | Софія, Болгарія                 | Ґрунт     | Катержина Шишкова   | Майке Бабель Валда Лейк               | 5–7, 0–6      |
| Поразка   | 3. | 27 жовтня 1991  | Фленсбург, Німеччина            | Килим (i) | Алена Гаврлікова    | Лоранс Куртуа Нансі Фебер             | 2–6, 3–6      |
| Поразка   | 4. | 21 вересня 1992 | Макарська, Югославія            | Ґрунт     | Маркета Штускова    | Мая Мурич Петра Рихтарич              | 6–3, 1–6, 2–6 |
| Перемога  | 4. | 11 січня 1993   | Кобург (місто), Німеччина       | Килим     | Павліна Райзлова    | Забіне Ауер Гайке Томс                | 6–3, 6–0      |
| Поразка   | 5. | 12 квітня 1993  | Нойдерфль, Австрія              | Ґрунт     | Павліна Райзлова    | Зузана Немшакова Ленка Немечкова      | 6–4, 4–6, 2–6 |
| Поразка   | 6. | 22 серпня 1993  | Коксейде, Бельгія               | Ґрунт     | Їтка Дубцова        | Мірейлл Діттманн Наталі Діттманн      | 5–7, 6–2, 3–6 |
| Перемога  | 5. | 21 березня 1994 | Кастельйон, Іспанія             | Ґрунт     | Патрісія Маркова    | Марія Інес Араїс Ванесса Менга        | 4–6, 6–3, 6–3 |
| Поразка   | 7. | 3 квітня 1994   | Марса (Мальта), Мальта          | Ґрунт     | Елізма Нортьє       | Ізабела Лістовська Петра Вінценгеллер | 6–7(5), 3–6   |
| Перемога  | 6. | 10 квітня 1994  | Мурсія, Іспанія                 | Ґрунт     | Ванесса Менга       | Їндра Ґабрішова Домініка Горецька     | 6–3, 6–1      |
| Перемога  | 7. | 31 липня 1995   | Горб, Німеччина                 | Ґрунт     | Моніка Кратохвілова | Павліна Нола Анна Лінкова             | 6–2, 7–5      |
| Перемога  | 8. | 21 серпня 1995  | Мол (Бельгія), Бельгія          | Ґрунт     | Моніка Кратохвілова | Нірупама Санджив Ольга Гостакова      | 6–2, 6–3      |
| Поразка   | 8. | 11 серпня 1996  | Падерборн, Німеччина            | Ґрунт     | Деніса Соботкова    | Моніка Машталіржова Силва Несвадбова  | 3–6, 6–3, 1–6 |